# Ayvalı-Talsperre
Die Ayvalı-Talsperre (türkisch Ayvalı Barajı) ist eine Talsperre am Fluss Erkenez Çayı, einem rechten Nebenfluss des Aksu Çayı 20 km östlich der Provinzhauptstadt Kahramanmaraş in der gleichnamigen Provinz im Süden der Türkei.
Die Ayvalı-Talsperre wurde in den Jahren 1993–2005 mit dem Zweck der Bewässerung, der Trinkwasserversorgung und des Hochwasserschutzes errichtet.
Das Absperrbauwerk, ein Erdschüttdamm mit Lehmkern, hat eine Höhe von 75,5 m über Talsohle.
Das Dammvolumen beträgt 6,6 Mio. m³. 
Der Stausee bedeckt bei Normalstau eine Fläche von 2,73 km². Der Speicherraum beträgt 80 Mio. m³. 
Die Talsperre ist für die Bewässerung einer Fläche von 1680 ha ausgelegt.